# Brasília Vôlei Esporte Clube
Il Brasília Vôlei Esporte Clube è una società pallavolistica femminile brasiliana, con sede a Taguatinga: milita nel campionato brasiliano di Superliga Série A.

## Storia
Il Brasília Vôlei Esporte Clube viene fondato nel 2006, intraprendendo prevalentemente attività giovanili. Nel 2013 viene ammesso nella Superliga Série A, esordendovi nella stagione 2013-14, chiusa all'ottavo posto.

## Rosa 2013-2014
| N° | Nome                   | Ruolo | Data di nascita  | Nazionalità sportiva |
| -- | ---------------------- | ----- | ---------------- | -------------------- |
| -  | Sergio Negrão          | All   |                  | Brasile              |
| 1  | Patricia Meneguli      | C     | 2 aprile 1991    | Brasile              |
| 2  | Elisângela de Oliveira | S/O   | 30 ottobre 1978  | Brasile              |
| 3  | Érika Coimbra          | S     | 23 marzo 1980    | Brasile              |
| 4  | Paula Pequeno          | S     | 22 gennaio 1982  | Brasile              |
| 5  | Elisângela de Souza    | S/O   | 29 aprile 1980   | Brasile              |
| 6  | Bruna Neri             | S     | 15 novembre 1992 | Brasile              |
| 7  | Fernanda de Faria      | L     | 13 agosto 1991   | Brasile              |
| 8  | Mariana Araújo         | P     | 23 marzo 1987    | Brasile              |
| 9  | Veridiana da Fonseca   | P     | 30 dicembre 1982 | Brasile              |
| 10 | Juliana de Figueiredo  | S/O   | 3 maggio 1986    | Brasile              |
| 11 | Flávia Kuchenbecker    | P     | 20 febbraio 1990 | Brasile              |
| 12 | Viviane Araújo         | C     | 20 febbraio 1987 | Brasile              |
| 13 | Carolina Perotto       | S/O   | 11 gennaio 1994  | Brasile              |
| 14 | Camila Adão            | P     | 20 giugno 1984   | Brasile              |
| 15 | Rayssa da Costa        | S     | 7 gennaio 1996   | Brasile              |
| 16 | Linda Costa            | C     | 2 settembre 1994 | Brasile              |
| 17 | Danielle Scott         | C     | 1º ottobre 1972  | Stati Uniti          |

## Denominazioni precedenti
- 2006-2015: Instituto Amigos do Vôlei

## Sito ufficiale
- (PT) Brasília Vôlei Esporte Clube - Sito ufficiale, su brasiliavolei.com. URL consultato il 14 aprile 2019 (archiviato dall'url originale il 17 maggio 2014).